# رالف بارلو
رالف بارلو (انگلیسی: Ralph Barlow؛ 1876 – ۱۸۹۷ (۲۰−۲۱ سال)) بازیکن فوتبال اهل پادشاهی متحد بریتانیای کبیر و ایرلند بود.
از باشگاه‌هایی که در آن بازی کرده‌است می‌توان به باشگاه فوتبال پورت ویل اشاره کرد.